# Palatine Chasmata
I Palatine Chasmata sono una struttura geologica della superficie di Dione.